# Aleksander Augustynowicz

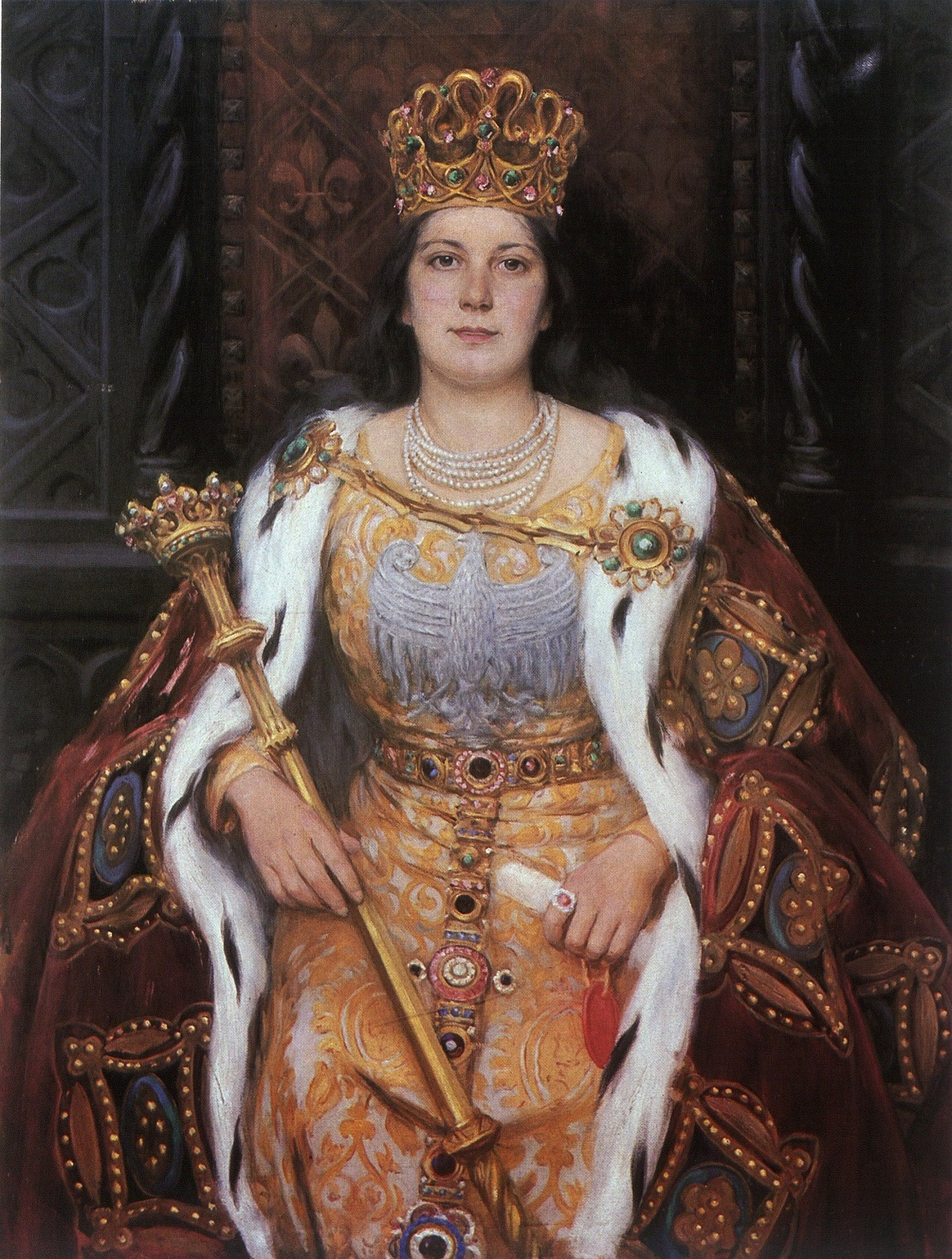
Portret królowej Jadwigi

Aleksander Augustynowicz (ur. 7 lutego 1865 w Iskrzyni (ówczesny powiat krośnieński), zm. 23 sierpnia 1944 w Warszawie) – polski malarz, portrecista i pejzażysta.

## Życiorys
Aleksander Augustynowicz urodził się w rodzinie właścicieli ziemskich Wincentego i Julii z domu Habecka. Uczęszczał do gimnazjum w Rzeszowie; następnie w latach 1883–1886 studiował pod kierunkiem Feliksa Szynalewskiego, Władysława Łuszczkiewicza i Jana Matejki w Szkole Sztuk Pięknych w Krakowie. Ukończywszy studia w Krakowie, pojechał kontynuować edukację do Monachium, odbył też podróże artystyczne do Włoch i na Węgry.
Od 1890 mieszkał we Lwowie, gdzie rozpoczął działalność artystyczną. W 1895 ożenił się ze znaną lwowską poetką, dziennikarką i działaczką feministyczną Anną Czemeryńską, z którą doczekał się trzech córek: Stanisławy (ur. 1897) - żony znanego lekarza chirurga Antoniego Jurasza, Zofii (1899–1938) i Aleksandry (ur. 1901). Po wybuchu I wojny światowej przeniósł się do Zakopanego, gdzie mieszkał od 1914 do 1921. Następnie wyjechał na stałe do Poznania, gdzie już w czasie wojny światowej wystawiał prace w Stowarzyszeniu Artystów. W 1925 został członkiem Komitetu Towarzystwa Zachęty Sztuk Pięknych w Warszawie; w tym samym roku otrzymał najwyższe odznaczenie honorowe za całokształt twórczości. W 1936 odbył w Poznaniu jubileusz pięćdziesięciolecia działalności artystycznej, którego częścią była wielka wystawa retrospektywna jego dzieł. Po wybuchu II wojny światowej przeniósł się do Warszawy, gdzie zginął podczas powstania warszawskiego.
Malował kompozycje figuralne, a przede wszystkim portrety; w Poznaniu sportretował m.in. Wojciecha Trąmpczyńskiego, Ignacego Mościckiego, Witolda Celichowskiego; tam też powstała większość jego akwarel. Akwarele dominowały w późniejszym okresie jego działalności, w szczególności na tematy związane z krajobrazem i folklorem polskim. Malarstwo Augustynowicza cieszyło się dużą popularnością, jego prace znajdują się w wielu muzeach polskich i zbiorach prywatnych. Muzeum Narodowe w Poznaniu ma w swych zbiorach 14 obrazów olejnych i akwarel, a w tym autoportret w stroju mandaryna.

## Ordery i odznaczenia
- Krzyż Oficerski Orderu Odrodzenia Polski (11 listopada 1937)[6]
- Złoty Krzyż Zasługi (11 listopada 1936)[7]